# Tití de Weddell
El tití de Weddell (Leontocebus weddelli) és una espècie de primat de la família dels cal·litríquids. Viu al Brasil, Bolívia i el Perú. Té una llargada de cap a gropa de 190–197 mm, la cua de 250–300 mm i un pes de 357–359 g. Anteriorment era considerat sinònim del tití de cap bru (L. fuscicollis). Fou anomenat en honor del botànic britànic Hugh Algernon Weddell.